# Muzeum Getta Ryskiego i Holocaustu na Łotwie
Muzem Getta Ryskiego i Holocaustu na Łotwie (łot. Rīgas Geto un Latvijas Holokausta muzejs) – muzeum w Rydze otwarte w 2010 roku, poświęcone historii Żydów łotewskich w czasie II wojny światowej. 

## Historia i współczesność
Muzeum powstało z inicjatywy rabina Menahemsa Barkahansa, który wywodzi się ze społeczności Chabad-Lubawicz i jest synem byłego głównego rabina Łotwy Natansa Barkahansa, oraz Georgsa Lancmanisa, radnego Rygi, który miał żydowskie korzenie. Zostało otwarte 21 września 2010 w obecności wicemera Rygi, ministrów, radnych, dyplomatów, a także przedsiębiorców. Upamiętnia ono śmierć 90 tysięcy Żydów na Łotwie – 70 tysięcy Żydów łotewskich oraz dwudziestu tysięcy Żydów z Europy Zachodniej, których zwieziono na Łotwę. Muzeum Getta Ryskiego i Holocaustu na Łotwie znajduje się na terenie Moskiewskiego Przedmieścia, niedaleko od historycznej granicy getta utworzonego w 1941 roku przez Niemców. Według portalu shamir.lv teren dawnego getta ryskiego jest unikatowy w skali europejskiej – nie został przebudowany po II wojnie światowej. Jak napisał w 2010 roku portal shamir.lv: nie da się oddzielić Holocaustu od 450 lat historii Żydów na Łotwie, dlatego część ekspozycji poświęcona jest temu, co straciła Łotwa i świat po tej katastrofie. Ekspozycja obejmuje wystawy poświęcone oświacie żydowskiej w przedwojennej Łotwie, roli Żydów w kulturze łotewskiej, sporcie i sztuce, a także elementy związane z Zagładą.
Przewodniczącym zarządu Muzeum Ryskiego Getta i Holocaustu na Łotwie jest rabin Menahems Barkahans. Przy muzeum działa Międzynarodowe Centrum Tolerancji, którego celem jest doprowadzenie do pojednania między narodami, a także pracownia ceramiczna, do której przychodzą dzieci.
Wstęp do muzeum jest bezpłatny.